# Forțele Armate Austro-Ungare
Forțele armate terestre austro-ungare (în germană Landstreitkräfte Österreich-Ungarns, în maghiară Császári és Királyi Hadsereg), au reprezentat totalitatea trupelor militare de uscat ale Monarhiei Austro-Ungare pe perioada existenței sale (1867–1918) fiind formate mai multe componente Armata comună cesară (și) regală, Forțele teritoriale cesaro-regale, respectiv Forțele teritoriale regale ungare (care aveau o componentă croato-slavonă). Cele două structuri teritoriale au fost create în 1869, corespondând fiecărei entități care compunea monarhia dualistă. În 1886 sunt înființate milițiile (gloatele) teritoriale (k.k. Landsturm, respectiv m. kir. Népfelkelés) care urmau să fie mobilizate doar în caz de război. Armata terestră compunea împreună cu Marina de Război puterea armată (k.u.k. Wehrmacht) a Dublei Monarhii.

## Regimente cu pondere românească însemnată

### Regimente de linie
Regimentele cu pondere românească însemnată din Transilvania și Banat erau cuprinse în Corpul XII de Armată (Sibiu) și Corpul VII de Armată (Timișoara).
- IR 02 Brașov (27%)
- IR 05 Sătmar (39%)
- IR 33 Arad (54%)
- IR 37 Oradea Mare (49%)
- IR 43 Caransebeș (78%)
- IR 50 Alba Iulia (71%)
- IR 51 Cluj (72%)
- IR 61 Timișoara (38%)
- IR 62 Târgu Mureș (46%)
- IR 63 Bistrița (73%)
- IR 64 Orăștie (86%)

### Regimente de Honvezi
- HIR 04 Oradea
- HIR 12 Sătmar
- HIR 21 Cluj
- HIR 22 Târgu Mureș
- HIR 23 Sibiu
- HIR 24 Brașov (majoritar secuiesc)
- HIR 32 Dej

### Regimente de Landwehr
În ceea ce privește Bucovina, aici exista regimentul majoritar românesc IR 41 Cernăuți, cu o pondere de 54% români.

## Generali români
- Ioan Boeriu, general (Feldmarschalleutnant), purtător al Ordinului Maria Terezia
- Gheorghe Domășnean, general
- Petru baron Duca de Kádár, general de infanterie (Feldzeugmeister) și consilier și conferințiar de stat al împăratului
- Dionisie Florianu, general-maior
- Alexandru Lupu, general
- Dănilă Papp, general
- Leonida baron de Pop, general de infanterie și adjutant general al împaratului